# Official Xbox Magazine
Official Xbox Magazine (OXM) – magazyn poświęcony tematyce gier komputerowych, ukazujący się jako miesięcznik. Magazyn jest wydawany w Stanach Zjednoczonych, Kanadzie i w Wielkiej Brytanii.
Pierwszy egzemplarz ukazał się w listopadzie 2001 roku w tym samym czasie, w którym pojawiła się pierwsza konsola Xbox. Wydanie poprzedziła prezentacja na targach Electronic Entertainment Expo w 2001. Magazyn był sprzedaży w zestawie z CD, na którym można było znaleźć dema gier, zwiastuny filmów, grafikę czy też aktualizacje konsoli. Płyty zawierały później także oprogramowanie dla konsoli Xbox 360 dla gier ze wsteczną kompatybilnością dla osób bez dostępu do internetu i do Xbox Live. Od stycznia 2012 roku zaprzestano dodawać do magazynu płytę.
Magazyn zawiera zapowiedzi i recenzje gier oraz kody do nich. Od listopada 2005 roku po pojawieniu się Xbox 360 magazyn zaczął przedstawiać też recenzje gier i zapowiedzi na nową konsolę.
12 października 2007 brytyjska edycja czasopisma została uznana „najlepszym magazynem na Xboksa” na Games Media Awards.